# Place d'Azadliq
La Place d'Azadliq (en azéri:Azadlıq meydanı) est l’un des plus grands espaces publics de Bakou, capitale de l'Azerbaïdjan.

## Avant la révolution (1917)
Avant l’établissement du pouvoir soviétique, la place était connue sous le nom de Place du Conseil d’État. Elle constituait le centre administratif et culturel de la ville.

## Pendant la période soviétique
Après 1920, lorsque le pouvoir soviétique est instauré en Azerbaïdjan, la place est rebaptisée Place Lénine en l’honneur de Vladimir Ilitch Lénine.
Elle accueille les principaux bâtiments administratifs, notamment le siège du gouvernement de la RSS d’Azerbaïdjan.
En 1955, un monument à Lénine y est érigé, réalisé par le sculpteur Nikolaï Tomski et l’architecte Sadig Dadachov.
La place sert de lieu central pour les événements officiels, les défilés, les rassemblements et les manifestations.
Le 17 novembre 1988, un rassemblement de la société civile débute sur la place principale de Bakou pour protester contre la politique anti-azérie menée par le Comité central. Ce mouvement populaire commence par la réunion de centaines de milliers, voire, selon certaines données statistiques, de millions de personnes sur la plus grande place de la capitale.

## Après l’indépendance (1991)
Avec l’effondrement de l’URSS et la proclamation de l’indépendance de l’Azerbaïdjan en 1991, la place est renommée Place de la Liberté (Azadlıq meydanı).
Le monument à Lénine est démantelé dans les années 1990.
Aujourd’hui, la Place d'Azadliq est un lieu, accueillant fêtes nationales, concerts et événements de masse.